# Kris Beech
Kristopher Beech  (* 5. února 1981, Sicamous, Britská Kolumbie) je bývalý kanadský hokejový útočník.

## Hráčská kariéra
Byl draftován v NHL v roce 1999 v 1. kole (celkově 7.) týmem Washington Capitals v době, kdy hrál za Calgary Hitmen v lize WHL. V sezóně 2000/01, 6. října 2000 debutoval v NHL v týmu Capitals proti týmu Los Angeles Kings ve kterém si připsal dva záporné body za pobyt na ledě. V sezóně odehrál za Capitals celkem čtyři zápasy. 11. července 2001 byl vyměněn společně s Michalem Sivek a Rossem Lupaschukem do týmu Pittsburgh Penguins za Jaromíra Jágra a Františka Kučeru. Poté se v následující sezóně 2001/02 objevil v 79 zápasech v kterých vstřelil 10 gólů a 15 asistencí. V Pittsburghu nezbylo místo a proto byl poslán na farmu do týmu Wilkes-Barre/Scranton Penguins kde hrával tři sezóny. Do Pittsburghu byl někdy povoláván jako náhradník při situacích, kdy se někdo zranil v hlavním týmu. Pittsburghu Penguins byl zklamaný s jeho vývojem a 9. září 2005 byl vyměněn do týmu Nashville Predators za podmíněný draft. V Nashville Predators hrával především na farmě v Milwaukee Admirals kde odehrál 22 zápasů a v nich nasbíral 23 bodů a v hlavním týmu Predators odehrál pět zápasů. 9. března 2006 byl vyměněn spolu s prvním kolem draftu do týmu Washington Capitals za obránce Brendna Witta. V Capitals odehrál pět zápasů poté byl poslán na farmářský tým do Hershey Bears kde dohrál základní část a v play-off pomohl k vítězství Calderova poháru proti týmu Milwaukee Admirals. V následující sezóně odehrál všechny zápasy v Capitals kdy si připsal nejvíce získaných bodů za jednu sezónu.
10. ledna 2008 přestoupil do týmu Vancouver Canucks. Nicméně 23. ledna 2008, po pouhých čtyřech odehraných zápasech v Canucks ve kterém zaznamenal jeden gól a jednu asistenci, byl následně přemístěn do Washingtonu Capitals. Ještě neodehrál jediný zápas v Capitals, byl opět přemístěn do týmu Pittsburgh Penguins kde dohrál sezónu a byl to jeho čtvrtý tým v jednom měsíci. 10. října 2008 podepsal smlouvu na jeden rok se švédskou ligou Elitserien týmu HV71. Do týmu se připojil o tři dny později. V týmu odehrál 45 zápasů v nichž nasbíral 17 gólu a asistencí a pomohl týmu se stát mistr Elitserien. 28. dubna 2009 prodloužil smlouvu na dva roky. Před novou sezónou 2009/10 podepsal 4. září 2009 šestitýdenní smlouvu s týmem HC Servette Ženeva působící v lize National League A. V jeho osmi odehraných zápasů v HC Servette Ženeva vstřelil dva góly. 14. října 2009 se vrátil zpět do týmu HV71, odkud před sezonou 2011–2012 putoval do Lukko Rauma, tam ale vydržel pouze jednu sezonu a odešel do HC ČSOB Pojišťovna Pardubice, se kterým se dohodl na roční smlouvě.

## Ocenění a úspěchy
- 1999 CHL – Top Prospects Game

## Prvenství

### NHL
- Debut – 6. října 2000 (Washington Capitals proti Los Angeles Kings)
- První asistence – 18. října 2001 (Ottawa Senators proti Pittsburgh Penguins)
- První gól – 24. listopadu 2001 (Pittsburgh Penguins proti Buffalo Sabres, kanadskému brankáři Martin Biron)

### ČHL
- Debut – 14. září 2012 (HC Oceláři Třinec proti HC ČSOB Pojišťovna Pardubice)
- První asistence – 18. září 2012 (HC ČSOB Pojišťovna Pardubice proti Piráti Chomutov)
- První gól – 12. října 2012 (HC ČSOB Pojišťovna Pardubice proti HC Kometa Brno, českému brankáři Jiřímu Trvajovi)

## Klubové statistiky
| Sezóna        | Klub                           | Soutěž        |     | Základní část | Základní část | Základní část | Základní část | Základní část |    | Play off | Play off | Play off | Play off | Play off |
| Sezóna        | Klub                           | Soutěž        | Z   | G             | A             | B             | TM            | Z             | G  | A        | B        | TM       |          |          |
| 1995/1996     | Sicamous Eagles                | KIJHL         | 49  | 34            | 36            | 70            | 80            | —             | —  | —        | —        | —        |          |          |
| 1996/1997     | Calgary Hitmen                 | WHL           | 8   | 1             | 1             | 2             | 0             | —             | —  | —        | —        | —        |          |          |
| 1997/1998     | Calgary Hitmen                 | WHL           | 58  | 10            | 15            | 25            | 24            | 12            | 4  | 5        | 9        | 14       |          |          |
| 1998/1999     | Calgary Hitmen                 | WHL           | 68  | 26            | 41            | 67            | 103           | 6             | 1  | 4        | 5        | 8        |          |          |
| 1999/2000     | Calgary Hitmen                 | WHL           | 66  | 32            | 54            | 86            | 99            | 5             | 3  | 5        | 8        | 16       |          |          |
| 2000/2001     | Calgary Hitmen                 | WHL           | 40  | 22            | 44            | 66            | 103           | 10            | 2  | 8        | 10       | 26       |          |          |
| 2000/2001     | Washington Capitals            | NHL           | 4   | 0             | 0             | 0             | 2             | —             | —  | —        | —        | —        |          |          |
| 2001/2002     | Pittsburgh Penguins            | NHL           | 79  | 10            | 15            | 25            | 45            | —             | —  | —        | —        | —        |          |          |
| 2002/2003     | Wilkes-Barre/Scranton Penguins | AHL           | 50  | 19            | 24            | 43            | 76            | 5             | 1  | 1        | 2        | 0        |          |          |
| 2002/2003     | Pittsburgh Penguins            | NHL           | 12  | 0             | 1             | 1             | 6             | —             | —  | —        | —        | —        |          |          |
| 2003/2004     | Wilkes-Barre/Scranton Penguins | AHL           | 53  | 20            | 25            | 45            | 97            | 22            | 9  | 6        | 15       | 4        |          |          |
| 2003/2004     | Pittsburgh Penguins            | NHL           | 4   | 0             | 1             | 1             | 6             | —             | —  | —        | —        | —        |          |          |
| 2004/2005     | Wilkes-Barre/Scranton Penguins | AHL           | 68  | 14            | 48            | 62            | 146           | 11            | 4  | 6        | 10       | 14       |          |          |
| 2005/2006     | Milwaukee Admirals             | AHL           | 22  | 10            | 13            | 23            | 30            | —             | —  | —        | —        | —        |          |          |
| 2005/2006     | Nashville Predators            | NHL           | 5   | 1             | 2             | 3             | 0             | —             | —  | —        | —        | —        |          |          |
| 2005/2006     | Washington Capitals            | NHL           | 5   | 0             | 0             | 0             | 4             | —             | —  | —        | —        | —        |          |          |
| 2005/2006     | Hershey Bears                  | AHL           | 10  | 8             | 6             | 14            | 6             | 21            | 14 | 14       | 28       | 30       |          |          |
| 2006/2007     | Washington Capitals            | NHL           | 64  | 8             | 18            | 26            | 46            | —             | —  | —        | —        | —        |          |          |
| 2007/2008     | Syracuse Crunch                | AHL           | 16  | 5             | 10            | 15            | 22            | —             | —  | —        | —        | —        |          |          |
| 2007/2008     | Columbus Blue Jackets          | NHL           | 16  | 5             | 4             | 9             | 2             | —             | —  | —        | —        | —        |          |          |
| 2007/2008     | Vancouver Canucks              | NHL           | 4   | 1             | 1             | 2             | 0             | —             | —  | —        | —        | —        |          |          |
| 2007/2008     | Pittsburgh Penguins            | NHL           | 5   | 0             | 0             | 0             | 2             | —             | —  | —        | —        | —        |          |          |
| 2008/2009     | HV71                           | SEL           | 45  | 17            | 17            | 34            | 116           | 18            | 3  | 3        | 6        | 22       |          |          |
| 2009/2010     | HC Servette Ženeva             | NLA           | 8   | 2             | 0             | 2             | 12            | —             | —  | —        | —        | —        |          |          |
| 2009/2010     | HV71                           | SEL           | 44  | 4             | 8             | 12            | 56            | 16            | 5  | 2        | 7        | 10       |          |          |
| 2010/2011     | HV71                           | SEL           | 48  | 14            | 17            | 31            | 50            | 4             | 0  | 0        | 0        | 6        |          |          |
| 2011/2012     | Lukko Rauma                    | SM-l          | 59  | 15            | 20            | 35            | 79            | 3             | 0  | 0        | 0        | 4        |          |          |
| 2012/2013     | HC ČSOB Pojišťovna Pardubice   | ČHL           | 21  | 2             | 6             | 8             | 16            | —             | —  | —        | —        | —        |          |          |
| 2012/2013     | AIK Ishockey                   | SEL           | 23  | 3             | 2             | 5             | 16            | —             | —  | —        | —        | —        |          |          |
| 2013/2014     | Straubing Tigers               | DEL           | 36  | 8             | 16            | 24            | 2             | —             | —  | —        | —        | —        |          |          |
| 2013/2014     | Vienna Capitals                | EBEL          | 2   | 1             | 3             | 4             | 4             | 5             | 2  | 0        | 2        | 14       |          |          |
| 2014/2015     | HC TWK Innsbruck               | EBEL          | 51  | 9             | 17            | 26            | 83            | —             | —  | —        | —        | —        |          |          |
| 2015/2016     | Belfast Giants                 | EIHL          | 64  | 25            | 25            | 50            | 84            | 2             | 0  | 1        | 1        | 0        |          |          |
| Celkem v AHL  | Celkem v AHL                   | Celkem v AHL  | 245 | 84            | 145           | 229           | 395           | 59            | 28 | 27       | 55       | 48       |          |          |
| Celkem v NHL  | Celkem v NHL                   | Celkem v NHL  | 198 | 25            | 42            | 67            | 113           | —             | —  | —        | —        | —        |          |          |
| Celkem v SEL  | Celkem v SEL                   | Celkem v SEL  | 160 | 38            | 44            | 82            | 238           | 38            | 8  | 5        | 13       | 38       |          |          |
| Celkem v SM-l | Celkem v SM-l                  | Celkem v SM-l | 59  | 15            | 20            | 35            | 79            | 3             | 0  | 0        | 0        | 4        |          |          |